# Dolichopus dorycerus
Dolichopus dorycerus är en tvåvingeart som beskrevs av Friedrich Hermann Loew 1864. Dolichopus dorycerus ingår i släktet Dolichopus och familjen styltflugor. Inga underarter finns listade i Catalogue of Life.